# Veliki povodni konj
Veliki povodni konj ali nilski povodni konj, z znanstvenim imenom Hippopotamus amphibius (iz grškega ‘ιπποπόταμος - hippopotamos, hippos pomeni »konj« in potamos pomeni »reka«) je velik, rastlinojedi afriški sesalec, ena od le dveh še danes živečih in treh ali štirih recentno izumrlih vrst v družini povodnih konjev Hippopotamidae.

## Značilnosti
Povodni konji imajo močno valjasto telo in orjaško glavo. Večino dneva preživijo napol potopljeni v vodi. Dolgi so okrog 4,5 m in tehtajo od dve do tri tone. Na dan pojedo do 40 kilogramov hrane. Živijo približno 50 let. V koži imajo številne žleze, ki jih varujejo pred škodljivimi vplivi ultravijoličnih žarkov.

## Razširjenost
Pred zadnjo poledenitvijo je povodni konj živel po vsej Severni Afriki in  Evropi, in lahko, če voda pozimi ne zmrzne, živi tudi v hladnejšem podnebju. Vrsta je v zgodovinskih časih živela tudi v Nilskem območju Egipta, vendar je bila do danes izkoreninjena. Po pripovedovanju Plinija Starejšega je bilo najboljše mesto v Egiptu za lov na to žival v nome Saite (Plinijeva Naravna zgodovina 28.121); žival je bilo vzdolž rokava Damieta mogoče najti še tudi po arabskem zavojevanju leta 639. Kostne ostanke povodnih konj, stare okrog 180.000 let, so našli celo na Malti, pri Għar Dalam (Votlini teme). Veliki povodni konji še vedno živijo v rekah in jezerih Ugande, Sudana, Kenije, severa Demokratične republike Kongo in Etiopije, zahoda Gambije kot tudi v Južni Afriki (Bocvana, Republika Južna Afrika, Zimbabve, Zambija).  Ločena populacija živi v Tanzaniji in Mozambiku.

#### Umetna razširjenost
Kolumbijski mafijski šef, politik in podjetnik Pablo Escobar je od živalskega vrta v Kaliforniji kupil štiri osebke povodnega konja in jih naselil v svoj privatni živalski vrt.  Po njegovi smrti v 1990-ih, pa se je vrsta umetno naselila v tropskih območjih, predvsem v širši okolici ruševin escobarjevega posestva. Njihovo število vztrajno raste, saj v ekosistemu Južne Amerike nima naravnih sovražnikov.